# Pocuro
Pocuro (palabra proveniente del mapudungun poicura 'lleno de piedras') es un pueblo ubicado en la comuna chilena de Calle Larga, en la región de Valparaíso y la provincia de Los Andes. La arquitectura del lugar es pintoresca, pues las casas son de estilo colonial, de adobe y techo de tejas. 
En la quincena de enero en esta localidad se celebra la tradicional Fiesta de la Trilla a Yegua Suelta, y en el mes de agosto, el primer domingo, se celebra la fiesta religiosa de Nuestra Señora de las Nieves, con procesión para pedir por lluvia y buenas cosechas. 
También se encuentra la casa donde nació el presidente Pedro Aguirre Cerda, que es el fundo y actual Monumento Nacional. Frente a él se ubica la Casa de Domingo Faustino Sarmiento, que también es un monumento nacional ya que fue hogar de Domingo Faustino Sarmiento, donde el político y presidente argentino vivió la mayor parte del tiempo durante su estadía en Chile. En este momento funciona como museo.
En 2016, la Universidad de Valparaíso instaló en la zona el telescopio más potente de la región, construido por el fabricante Boller and Chivens y traído desde el observatorio La Silla, en la región de Coquimbo, el cual se utiliza con fines científicos realizados por la universidad.